# Hyperpop
L'hyperpop est un mouvement musical et microgenre issu de l'EDM et de la pop traditionnelle qui s'inspire de l'emo, du rock, de l'electro, du hip-hop, et du lo-fi, se plaçant à l'intersection de la musique grand public et de la musique savante.
Elle naît au Royaume-Uni en 2013 avec la création du label PC Music par le producteur A. G. Cook ; d'abord sous le nom de « bubblegum bass ». En 2019, Spotify crée une playlist nommée « hyperpop » reconnaissant et ré-intitulant ainsi le microgenre, parmi les artistes de cette playlist : 100 Gecs, Slayyyter, Gupi, Caroline Polachek, Hannah Diamond, Charli XCX et Kim Petras. Désormais, les deux termes sont utilisés de façon interchangeable, mais peuvent aussi être dissociés ; le genre bubblegum bass étant plus proche de l'EDM et d'une idée de pop post-ironique et sur-féminine, quand le genre hyperpop utilisera quelques années plus tard cette influence passée pour la marier avec une tendance plus hip-hop, voir lofi (dérivé qu'on peut également nommer digicore, ou glitchcore).
Associé à la culture internet, le microgenre gagne en popularité notamment grâce à des applications comme TikTok.
Dans son livre consacré au mouvement, Hyperpop, la pop au temps du capitalisme numérique, Julie Ackermann théorise le style et le définit par son approche post-ironique. Elle affirme que l'hyperpop célèbrerait les caractéristiques du genre de la pop music dans un élan à la fois sincère et satirique. Elle écrit qu' « entre imitation et subversion, ironie et sincérité, l’hyperpop ne choisit pas. Elle voue un amour ambigu à la culture capitaliste en jouant avec les affects que nous entretenons avec elle ». Elle donne l'exemple du titre « Vroom Vroom » de Charli XCX : « Satire et célébration sincère fusionnent ici, la musicienne entretenant une ambiguïté quant à sa féminité stéréotypée performée et au rapport qu’elle entretient avec le symbole de la voiture de sport de luxe ».

## Histoire

### Origines

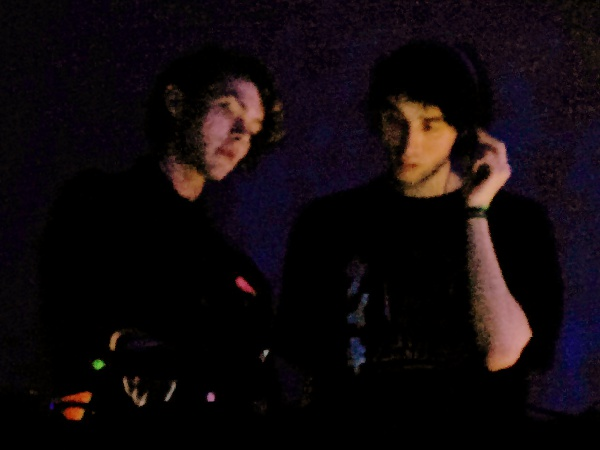
Les musiciens anglais Sophie (gauche) et A. G. Cook (droite) sont considérés comme les fondateurs de l'hyperpop.

Le terme « hyperpop » semble avoir été inventé pour la première fois en octobre 1988 par l'écrivain Don Shewey dans un article sur le groupe écossais de dream pop Cocteau Twins, affirmant que l'Angleterre des années 1980 avait « nourri les phénomènes simultanés de l'hyperpop et de l'antipop. » Si le terme est effectivement parfois appliqué dans les années 1980, son acceptation moderne nait 30 ans plus tard, avec l'émergence du label PC Music.
Le courant hyperpop est influencé par de nombreux artistes et genres de musique qui l'ont précédé, autant dans les musiques populaires que dans les musiques de marge et underground. Ces artistes puisent dans la pop, dans les musiques de jeux vidéos, la J-Pop, le nightcore, l'eurodance, le happy hardcore, la vaporwave, le donk. Des artistes des années 2000 comme Crystal Castles, M.I.A., Kyary Pamyu Pamyu, et des années 1990 comme Aqua sont souvent cités comme des influences et précurseurs du courant. Le producteur britannique Max Tundra est l'une des influences majeures du label PC Music d'A. G. Cook.
On peut[style à revoir] définir l'hyperpop et le travail du label PC Music comme une approche maximaliste vis-à-vis de la création musicale plus qu'un genre définit par des codes esthétiques. Les sons bruyants doivent être le plus bruyant possibles, les sons calmes doivent être le plus calme possibles, sans demi-mesures. Cette philosophie s'applique aussi bien au son qu'aux autres aspects des projets artistiques, comme la création visuelle. La scène hyperpop se constitue sur internet au début des années 2010, via des labels de référence comme PC Music, Zoom Lens, Manicure Records, Maltiné et Trekkie Records. Ces labels ont des ancrages géographiques différents, Royaume-Uni, Japon, Amérique du Nord, mais leurs communautés sont liées via internet, les forums de discussions et les plateformes de partage de musique comme Soundcloud[source secondaire nécessaire].
Complex déclare que « les origines de l'hyperpop sont enchevêtrées et obscures, comme le sont souvent les choses conçues sur Internet. ». Le style se consolide au début des années 2010, plusieurs artistes (provenant de la scène electronica/experimentale mais aussi dubstep) se regroupent également sous les termes Post-Dubstep, Post-IDM ou Futurepop. Le consensus de regrouper tout cela sous un drapeau commun « Hyperpop » est apparu autour de 2015 à la suite de certains débats dans les communautés Discord[source secondaire nécessaire]
Le terme « Hyperpop » a parfois été utilisé au sein de la scène musicale nightcore de SoundCloud pour décrire ce genre. Glenn McDonald, analyste de Spotify, déclare avoir vu le terme utilisé pour la première fois en référence au label britannique PC Music en 2014, mais pense que le nom ne pouvait pas être qualifié de microgenre avant 2018. Les origines du style sont généralement situées dans la production de PC Music au milieu des années 2010, avec des artistes hyperpop affiliés ou directement inspirés par le label,. Will Pritchard de l'Independent déclare qu'« il est possible de voir [l'hyperpop] comme une expression non seulement des genres auxquels elle emprunte, mais aussi de la scène qui a évolué autour du label PC Music d'A. G. Cook (qui a accueilli Sophie et Charli XCX, entre autres) au Royaume-Uni au début des années 2010. »

### Évolution
En mai 2019, le duo hyperpop 100 Gecs publie son premier album 1000 gecs, qui a amassé des millions d'écoutes sur les services de streaming et a contribué à consolider le style. Selon la description de Will Pritchard pour The Independent, 100 Gecs pousse l'hyperpop « jusqu'à ses retranchements les plus extrêmes, et extrêmement accrocheurs : des rythmes trap de la taille d'un stade traités et déformés jusqu'à la quasi-destruction, des voix emo surchargées et des cascades d'arpèges ravey ». Selon Vice et The Face, une deuxième vague du genre a émergé en 2019 à la suite de la sortie de 1000 gecs,.
En août 2019, Spotify lance la playlist « Hyperpop », qui cimente davantage le terme pour définir le courant. On pouvait trouver dans cette playlist A.G. Cook, 100Gecs, Slayyyter, Gupi, Caroline Polachek, Hannah Diamond et Kim Petras. Lizzy Szabo, éditorialiste chez Spotify, et ses collègues ont choisi ce nom pour leur playlist d'août 2019 après avoir remarqué le terme dans les métadonnées du site web et l'ont ensuite classé comme un microgenre.
En novembre 2019, l'ajout d'artistes tels que J Dilla, Nicki Minaj, Lil Uzi Vert et Kate Bush à la playlist a suscité une controverse, la raison étant que ces ajouts ont repoussé les artistes hyperpop plus petits qui comptaient sur la playlist pour leurs revenus. En outre, David Turner, ancien responsable de la stratégie chez SoundCloud, a noté un « pic en mars et avril 2020 de la part de nouveaux créateurs » sur la plateforme, dont beaucoup faisaient de la musique proche de l'hyperpop.
Le microgenre a commencé à gagner en popularité en 2020, avec la proéminence de la liste de lecture de Spotify et sa diffusion parmi les jeunes publics sur les médias sociaux, comme sur TikTok, en particulier "alt Tiktok", l'une des principales contre-cultures de l'application. En 2022, Ringtone Mag suggère qu'une partie de la raison pour laquelle le microgenre a gagné en popularité sur la plateforme était due à sa nature favorisant les rythmes lourds sur lesquels les créateurs pouvaient danser et faire des transitions. La chanson SugarCrash! de l'artiste hyperpop ElyOtto (en) est devenue l'une des chansons les plus populaires de l'histoire de l'application et a été utilisée dans plus de 5 millions de vidéos sur la plateforme en juillet 2021,,,.

### Déclin
Des inquiétudes concernant le déclin potentiel du microgenre, les influences des entreprises sur celui-ci et la signification du nom « hyperpop » commencent à être soulevées en 2021. En août 2021, Charli XCX poste un tweet : « rip hyperpop ? discuss. » En 2022, Dazed note que depuis 2019, le mot « hyperpop » « est devenu une expression fourre-tout pour toutes les formes de musique pop extrême » et que « sur le plan sonore, il serait difficile de trouver de la musique née sur Internet au cours de la dernière décennie qui n'ait pas été qualifiée rétroactivement d'hyperpop », affirmant également que « presque tous ceux qui ont reçu l'étiquette ont été désillusionnés par le terme, ou irrités par ses contraintes,,. »
La même année, Glaive (en), musicien hyperpop, déclare que lui et Ericdoa « travaillaient à tuer » le mouvement, bien que trois mois plus tard, il ait déclaré qu'il « ne mourra jamais ». Glaive déclare plus tard que l'empaquetage de la communauté sous le nom « hyperpop » à des fins de profit a conduit à ce que sa musique devienne « algorithmique » au fil du temps. En juin 2023, PC Music annonce qu'après cette année, le label ne sortirait plus de nouvelle musique, se tournant plutôt vers des projets d'archives et des rééditions spéciales. En septembre 2023, Underscores, une autre contributrice importante au microgenre, a déclaré : « l'hyperpop est officiellement mort »,,.

## Caractéristiques
L'hyperpop reflète une approche exagérée, éclectique et autoréférentielle de la musique pop. Elle utilise généralement des mélodies de synthétiseurs effrontées, des voix autotunées, des changements de pitch, des compressions et des distorsions excessives, ainsi que des références surréalistes ou nostalgiques à la culture Internet des années 2000 et à l'ère du web 2.0. Parmi les caractéristiques communes, on trouve des voix pitch shiftées, des percussions métalliques et mélodiques, des synthétiseurs décalés, des refrains accrocheurs, des chansons courtes et une « esthétique brillante et mignonne » juxtaposée à des paroles angoissées. Mark Richardson, du Wall Street Journal, décrit le genre comme intensifiant les tropes « artificiels » de la musique populaire, résultant en « un mur de bruit caricatural qui embrasse des airs accrocheurs et des crochets mémorables. » La musique oscille entre « beauté et laideur, les mélodies chatoyantes se heurtant à des instruments malmenés. »
L'hyperpop se présente comme une version maximaliste et auto-référentielle de la pop. Usant d'un univers grotesque, les artistes usent de palettes flashy, autant dans la création musicale que visuelle. Elle reprend et détourne également la culture web et musicale des années 2000. Pour le magazine American Songwriter, le journaliste Joe Vitagliano décrit l'hyperpop comme « un genre excitant, grandiloquent et iconoclaste — si on peut parler de « genre » — [...] composé de synthétiseurs, d'autotunes, de percussions inspirées de glitch et d'une ambiance dystopique de fin du capitalisme ».
L'hyperpop est souvent liée à la communauté LGBTQ+ et à l'esthétique queer. Plusieurs de ses principaux praticiens s'identifient comme homosexuels, non binaires ou transgenres. L'accent mis par le microgenre sur la modulation vocale a permis aux artistes d'expérimenter la présentation de leur voix en fonction du genre. Pour Audimat, Julie Ackermann décrit l'utilisation de la voix dans l'hyperpop selon ces termes : « Artificielle et trafiquée, la voix hyperpop est justement le lieu où s'inventent queer émancipées des carcans binaires lénifiant des années 2000. Elle est souvent très aiguë pour cette raison ; ce type de fréquence s'écarte de l'idéal masculin de maitrise de soi, il est historiquement associé à la folie, à la bestialité et à la sorcellerie. »

## Sous-genres

### Digicore
La digicore est un microgenre lié à l'hyperpop, plus influencé par la musique SoundCloud. Le terme « digi » (l'abréviation du terme digital) est adopté au milieu des années 2010 par une communauté en ligne d'adolescents musiciens, communiquant via le réseau social Discord, pour se distinguer de la scène hyperpop préexistante. Les artistes de la scène digicore puisent souvent dans une variété de genres comme l'emo du Midwest, la transe et la drill de Chicago, entre autres. Les débuts de la digicore sont enracinés dans la culture Internet et de nombreux producteurs populaires du microgenre sont âgés de 15 à 18 ans, utilisant les plateformes telles que Discord pour interagir. En 2018, Dalton (une figure des relations artistiques digicore) lance un serveur Minecraft et Discord appelé Loser's Club qui devient un refuge pour plusieurs des artistes les plus populaires de la scène digicore, tels que Quinn (en) ou Glaive (en). Ce sens de l'entraide et de la collaboration est devenu un principe clé au sein de la scène et a contribué à l'augmentation de la popularité du microgenre dans son ensemble, une majorité de la scène préférant l'idée d'augmenter la popularité en tant que collectif plutôt qu'en tant qu'individus. En 2021, l'album de digicore Frailty de Jane Remover reçoit des éloges sur les sites de musique grand public Pitchfork et Paste.
La digicore comporte des codes musicaux semblables à ceux de l'hyperpop. Elle en diffère principalement par les identités raciales de ses artistes, leur âge généralement moins grand et l'utilisation plus distordue des instruments. Là où l'hyperpop a un son plutôt poli et lisse, la digicore est décrite par Quinn comme « beaucoup plus sale, avec des paysages sonores non masterisés et des 808 distordus qui prennent généralement le dessus sur toute la chanson. »
En France, la digicore est également portée par de nombreux artistes Soundcloud et empreint de la culture Internet. Le mouvement noue avec les codes de l'hyperpop, notamment dans les effets extrêmes appliqués aux voix des artistes, dans la libération des codes des genres musicaux et dans l'utilisation de la voix. L'artiste Thanas décrit la digicore comme « un mouvement d'acceptation de soi, de bienveillance. » En 2022, le jeune artiste Snorunt décrit également sa découverte de la scène digicore comme « une révélation », dans la mesure où, sur cette scène, il peut enfin « laisser libre court à son imagination, à ses nombreuses idées et concepts. »
Le microgenre en francophonie apparait également comme une continuité au mouvement « new wave » du hip-hop français, avec des sonorités dérivées de la trap et des performances vocales très mélodieuses, auto-tunées et modifiées. En 2022, le beatmaker abel31 est salué par la critique pour sa mixtape 200, « prête à repousser les murs de son genre musical », avec les codes de son « esthétique à la fois futuriste et digitale. »

### Glitchcore
La glitchcore est un microgenre lié à l'hyperpop et au digicore. Il se caractérise par des voix aigües, des 808 aigus et des hi-hats fréquents. Comme un article l'a déclaré, « le glitchcore ressemble à de l'hyperpop sous stéroïdes », se référant aux voix exagérés, aux distorsions, aux bruits glitchés, et aux autres éléments pop présents dans le glitchcore. L'un des éléments les plus déterminants de la glitchcore est ce modèle de glitchs vocaux, créés en répétant rapidement une section d'un échantillon vocal. Sur la scène francophone, la digicore et la glitchcore comportent des codes musicaux semblables.

### Dariacore
La dariacore, également connue sous le nom d'hyperflip, est un microgenre lié à l'hyperpop. Il est créé par Jane Remover, sous le pseudonyme Leroy, à la suite de son album Dariacore (en) en 2021 et de ses deux suites, Dariacore 2 : Enter Here, Hell to the Left et Dariacore 3 ... At Least I Think That's It's Called ? Le terme « dariacore » est un hommage à Daria, une série télévisée d'animation de la fin des années 1990. Le microgenre gagne en popularité sur SoundCloud en 2021 et 2022, et se caractérise par des samples accélérés et décalés de la musique pop et d'autres médias populaires, des breakbeats et l'influence de la Jersey club.

## Artistes notables
Les artistes internationaux comprennent : A. G. Cook, Dylan Brady (en), Sophie, Charli XCX, Shygirl, Slayyyter, Hannah Diamond (en), Gupi (en), Dorian Electra, PinkPantheress, 100 Gecs, et Putochinomaricón (en). En France, un certain nombre d'artistes hyperpop sont cités : Oklou, Ascendant Vierge, Éloi, Planet 1999 (en), ou plus récemment Miki.
Plusieurs artistes attrayant au microgenre de la digicore sont aussi à nommer comme Snorunt,.

## France
De nombreux artistes français se rapprochent du courant hyperpop. Certains comme Nömak ou Planet 1999 sont directement liés au label PC Music, fer de lance du courant. Dans Tsugi, la chanteuse Louise BSX, qui produit des morceaux hyperpop depuis 2019, déclare au sujet de la scène française « Ici c’est super récent, on est toujours en retard de toute façon ! [...] À l’époque, il y avait peu de personnes qui s’y adonnaient et il n’y a toujours pas de véritable mouvement », poursuit l’artiste. « Avec des amis, on a tenté de créer un truc lors de nos soirées AfterLife mais au final, notre seul but était de rassembler des artistes queer. Peu importe leur style musical. »
Que les artistes le revendiquent ou non, les nouvelles têtes de la scène française qui prônent le mélange de genre, qui mettent en avant une culture internet, ou qui rapprochent la musique électronique de genres qui ne la côtoyaient pas auparavant, vont être mentionnés dans les articles et discussions autour de l’hyperpop français. Ainsi, Éloi et sa reprise du titre Je t’aime de ouf de Wejdene, ou Mathilde Fernandez et Paul Seul du projet gabber-chant lyrique Ascendant Vierge sont tous deux cités dans Le Monde dans un article sur la scène hyperpop. Si l’hyperpop a rehabilité certains artistes et morceaux de la pop mondiale, l’hyperpop a fait de même pour des figures de sa scène, comme Mylène Farmer.

### Rap français
Anaïs Lawson du label Jeune à jamais explique à GQ que « les rappeurs français ne revendiquent absolument pas l’hyperpop. » Ceci étant dit, de nombreux artistes de la scène rap française s’intéressent et écoutent les productions hyperpop.S’ils ne se revendiquent pas nécessairement du courant hyperpop, on peut voir dans la génération née dans les années 2020 du rap français l’influence du courant, dans les libertés d’hybridations des genres qu’il proposent. Ainsi le rappeur Winnterzuko sample un extrait du film Fatal de Michaël Youn dans son morceau Je suis Musik.
Cette génération d'artistes utilise aussi les moyens de diffusions et de créations de communautés caractéristiques de l’hyperpop. SoundCloud d’une part mais aussi le réseau Discord, qui peut servir de plateforme de partage, mais aussi de levier pour organiser des événements. C’est le cas des Rêves Partys, organisées par Yume Zee où le rappeur Realo s’est produit. 